# Ildikó Mádl
Ildikó Mádl (Tapolca, 5 novembre 1969) è una scacchista ungherese.
Ha ottenuto il titolo di Grande maestro femminile nel 1986 e di Maestro Internazionale nel 1992.

## Principali risultati
Nel 1982 vinse il campionato ungherese femminile nelle categorie Under-13 e Under-20; l'anno successivo vinse il campionato nella categoria Under-15. Nel 1984 vinse il torneo internazionale femminile di Straubing, il campionato del mondo femminile U16 a Champigny-sur-Marne e il campionato europeo femminile U16 a Katowice.
Nel 1986 vinse il campionato del mondo juniores femminile a Vilnius. In gennaio del 2001 vinse il torneo internazionale "Brauhaus-Riegele" ad Augusta; ina marzo dello stesso anno vinse la sezione femminile del Festival di Tel Aviv.
Ha vinto il campionato ungherese femminile nel 1990, 1991, 1993 e 1999.
Con la nazionale femminile ungherese ha partecipato a 14 olimpiadi degli scacchi dal 1984 al 2014, realizzando 94,5 punti su 150 partite (63%). Vinse l'oro di squadra alle olimpiadi di Salonicco 1988 e Novi Sad 1990.